# هوراس إم. ويد
هوراس إم. ويد (بالإنجليزية: Horace M. Wade)‏ هو ضابط أمريكي، ولد في 12 مارس 1916 في ماغنوليا في الولايات المتحدة، وتوفي في 14 يونيو 2001 في توسان في الولايات المتحدة.

## روابط خارجية
- هوراس إم. ويد على موقع مونزينجر (الألمانية)